# مايلز (تكساس)
مايلز (بالإنجليزية: Miles)‏ هي مدينة أمريكية تقع في ولاية تكساس.تبلغ مساحة هذه المدينة 3.5 (كم²)،ويبلغ عدد سكانها 850 نسمة حسب إحصاء سنة 2010 م. تشير إحصاءات سنة 2000م بأن الكثافة السكانية في هذه المدينة تقدر بـ(245.6) نسمة/كم2.

## التركيبة السكانية
حدّد مكتب تعداد الولايات المتحدة بيانات التركيبة السكانية لمايلز في تعداد الولايات المتحدة. في ما يلي، التركيبة السكانية حسب تعدادي 2000 و2010.

### تعداد عام 2000
بلغ عدد سكان مايلز 850 نسمة بحسب تعداد عام 2000، وبلغ عدد الأسر 309 أسرة وعدد العائلات 237 عائلة مقيمة في المدينة. في حين سجلت الكثافة السكانية 192.7 نسمة لكل كيلومتر مربع (499.1/ميل2). وبلغ عدد الوحدات السكنية 361 وحدة بمتوسط كثافة قدره 81.9 لكل كيلومتر مربع (212.1/ميل2).
وتوزع التركيب العرقي للمدينة بنسبة 78% من البيض و0.12% من الأمريكيين الأفارقة و0.12% من الأمريكيين ذوي الأصول الآسيوية و19.88% من الأعراق الأخرى و1.88% من عرقين مختلطين أو أكثر و37.29% من الهسبانيون أو اللاتينيون من أي عرق.
بلغ عدد الأسر 309 أسرة كانت نسبة 40.1% منها لديها أطفال تحت سن الثامنة عشر تعيش معهم، وبلغت نسبة الأزواج القاطنين مع بعضهم البعض 64.4% من أصل المجموع الكلي للأسر، ونسبة 10% من الأسر كان لديها معيلات من الإناث دون وجود شريك، بينما كانت نسبة 2.3% من الأسر لديها معيلون من الذكور دون وجود شريكة وكانت نسبة 23.3% من غير العائلات. تألفت نسبة 22% من أصل جميع الأسر من عدة أفراد يعيشون في نفس المنزل ونسبة 14.2% كانت تتألف من شخص يعيش بمفرده يبلغ من العمر 65 عاماً أو أكثر. وبلغ متوسط حجم الأسرة المعيشية 2.75، أما متوسط حجم العائلات فبلغ 3.23.
بلغ العمر الوسطي للسكان 36.4 عاماً. وكانت نسبة 28.4% من القاطنين تحت سن الثامنة عشر، وكانت نسبة 7.3% بين الثامنة عشر والرابعة والعشرين عاماً، ونسبة 27.3% كانت واقعةً في الفئة العمرية ما بين الخامسة والعشرين والرابعة والأربعين عاماً، ونسبة 21.1% كانت ما بين الخامسة والأربعين والرابعة والستين، ونسبة 16% كانت ضمن فئة الخامسة والستين عاماً فما فوق. يوجد لكل 100 أنثى 93.2 ذكر، ويوجد لكل 100 أنثى في الثامنة عشر من عمرها فما فوق 92.1 ذكر.
بلغ متوسط دخل الأسرة في المدينة 30,461 دولارًا، أما متوسط دخل العائلة فبلغ 34,000 دولارًا. وكان متوسط دخل الذكور 25,000 دولارًا مقابل 20,789 دولارًا للإناث. وسجل دخل الفرد الخاص بالمدينة 15,148 دولارًا. وكانت نسبة 15.2% من العائلات ونسبة 17.4% من السكان تحت خط الفقر، وكان من هؤلاء نسبة 20.7% تحت سن الثامنة عشر ونسبة 25.4% في الخامسة والستين من العمر وما فوق.

### تعداد عام 2010
بلغ عدد سكان مايلز 829 نسمة بحسب تعداد عام 2010، وبلغ عدد الأسر 303 أسرة وعدد العائلات 226 عائلة مقيمة في المدينة. في حين سجلت الكثافة السكانية 188 نسمة لكل كيلومتر مربع (486.9/ميل2). وبلغ عدد الوحدات السكنية 343 وحدة بمتوسط كثافة قدره 77.8 لكل كيلومتر مربع (201.5/ميل2).
وتوزع التركيب العرقي للمدينة بنسبة 82.75% من البيض و0.72% من الأمريكيين الأفارقة و1.33% من الأمريكيين الأصليين و0.12% من الأمريكيين ذوي الأصول الآسيوية و13.75% من الأعراق الأخرى و1.33% من عرقين مختلطين أو أكثر و36.43% من الهسبانيون أو اللاتينيون من أي عرق.
بلغ عدد الأسر 303 أسرة كانت نسبة 39.3% منها لديها أطفال تحت سن الثامنة عشر تعيش معهم، وبلغت نسبة الأزواج القاطنين مع بعضهم البعض 59.4% من أصل المجموع الكلي للأسر، ونسبة 11.6% من الأسر كان لديها معيلات من الإناث دون وجود شريك، بينما كانت نسبة 3.6% من الأسر لديها معيلون من الذكور دون وجود شريكة وكانت نسبة 25.4% من غير العائلات. تألفت نسبة 23.8% من أصل جميع الأسر من عدة أفراد يعيشون في نفس المنزل ونسبة 12.2% كانت تتألف من شخص يعيش بمفرده يبلغ من العمر 65 عاماً أو أكثر. وبلغ متوسط حجم الأسرة المعيشية 2.74، أما متوسط حجم العائلات فبلغ 3.24.
بلغ العمر الوسطي للسكان 36.6 عاماً. وكانت نسبة 27.7% من القاطنين تحت سن الثامنة عشر، وكانت نسبة 8.9% بين الثامنة عشر والرابعة والعشرين عاماً، ونسبة 23% كانت واقعةً في الفئة العمرية ما بين الخامسة والعشرين والرابعة والأربعين عاماً، ونسبة 23% كانت ما بين الخامسة والأربعين والرابعة والستين، ونسبة 17.2% كانت ضمن فئة الخامسة والستين عاماً فما فوق. وتوزع التركيب الجنسي للسكان بنسبة 49.2% ذكور و50.8% إناث.